# Корона (2 сезон)
Другий сезон «Корони» розповідає про життя та правління королеви Єлизавети II. Він складається з десяти епізодів, прем'єра якого відбулася на Netflix 8 грудня 2017 року.
Клер Фой зіграла роль Єлизавету, також головні актори — Метт Сміт, Ванесса Кірбі, Джеремі Нортем, Грег Вайз, Вікторія Гамільтон, Алекс Дженнінгс і Лія Вільямс повторюють свої ролі з першого сезону. Антон Лессер і Меттью Гуд додані до основного складу. Основні актори Джаред Харріс, Джон Літгоу та Бен Майлз також повертаються в епізодичних ролях.

## Сюжет
«Корона» простежує життя королеви Єлизавети II від її весілля в 1947 році до наших днів. Другий сезон охоплює період між 1956 і 1964 роками.
Клер Фой продовжує зображувати королеву, і сезон охоплює Суецьку кризу в 1956 році, відставку третього прем'єр-міністра королеви Гарольда Макміллана в 1963 році після політичного скандалу у справі Проф'юмо та народження двох молодших дітей королеви — принца Ендрю у 1960 році та принц Едварда у 1964 році. У сезоні також зображуються Джон Ф. Кеннеді, Джекі Кеннеді та лорд Алтрінчем.

## Актори

### Головні
- Клер Фой — королева Єлизавета II[3]
- Метт Сміт — принц Філіп, герцог Единбурзький, чоловік Єлизавети[3]
- Ванесса Кірбі — принцеса Маргарет, графиня Сноудон, молодша сестра Єлизавети[3]
- Джеремі Нортем у ролі прем'єр-міністра Ентоні Ідена[9]
- Антон Лессер — Гарольд Макміллан, наступник Ентоні Ідена на посаді прем'єр-міністра[10]
- Грег Вайз — лорд Маунтбеттен, амбітний дядько Філіпа та правнук королеви Вікторії
- Вікторія Гамільтон — королева Єлизавета, королева-мати, вдова короля Георга VI і мати Єлизавети[3]
- Метью Гуд у ролі Ентоні Армстронга-Джонса, світського фотографа, який одружується на принцесі Маргарет[4]

## Список серій
| №  | № (в сезоні) | Назва                                     | Режисер         | Сценарій                     | Дата прем'єри |
| -- | ------------ | ----------------------------------------- | --------------- | ---------------------------- | ------------- |
| 11 | 1            | «Misadventure» «Авантюра»                 | Філіп Мартін    | Пітер Морган                 | 8 грудня 2017 |
| 12 | 2            | «A Company of Men» «Товариство чоловіків» | Філіп Мартін    | Пітер Морган                 | 8 грудня 2017 |
| 13 | 3            | «Lisbon» «Лісабон»                        | Філіп Мартін    | Пітер Морган                 | 8 грудня 2017 |
| 14 | 4            | «Beryl» «Берил»                           | Бенджамін Карон | Пітер Морган та Емі Дженкінс | 8 грудня 2017 |
| 15 | 5            | «Marionettes» «Маріонетки»                | Філіппа Лоуторп | Пітер Морган                 | 8 грудня 2017 |
| 16 | 6            | «Vergangenheit» «Минуле»                  | Філіппа Лоуторп | Пітер Морган                 | 8 грудня 2017 |
| 17 | 7            | «Matrimonium» «Шлюб»                      | Бенджамін Карон | Пітер Морган                 | 8 грудня 2017 |
| 18 | 8            | «Dear Mrs Kennedy» «Люба місіс Кеннеді»   | Стівен Долдрі   | Пітер Морган                 | 8 грудня 2017 |
| 19 | 9            | «Paterfamilias» «Голова сім'ї»            | Стівен Долдрі   | Пітер Морган та Том Едж      | 8 грудня 2017 |
| 20 | 10           | «Mystery Man» «Таємничий чоловік»         | Бенджамін Карон | Пітер Морган                 | 8 грудня 2017 |

## Прем'єра
Другий сезон повністю вийшов на Netflix у всьому світі 8 грудня 2017 року Другий сезон вийшов на DVD та Blu-ray у Великій Британії 22 жовтня 2018 року та в усьому світі 13 листопада 2018 року.